# Цвијановић
Цвијановић је српско презиме настало од мушког имена Цвијан. Познати људи са овим презименом су:
- Жељка Цвијановић (1967), политичарка
- Зоран Цвијановић (1958), глумац